# Wielka Wieś (Końskie)
Pour les articles homonymes, voir Wielka Wieś.
Wielka Wieś est une localité polonaise de la gmina de Stąporków, située dans le powiat de Końskie en voïvodie de Sainte-Croix.